# Andaspis punicae
Andaspis punicae är en insektsart som först beskrevs av Robert Malcolm Laing 1929.  Andaspis punicae ingår i släktet Andaspis och familjen pansarsköldlöss. Inga underarter finns listade i Catalogue of Life.